# Baracska
Baracska je vas na Madžarskem, ki upravno spada pod podregijo Ercsi Županije Fejér.